# Ulota luteola
Ulota luteola là một loài Rêu trong họ Orthotrichaceae. Loài này được (Hook. f. & Wilson) Wijk & Margad. miêu tả khoa học đầu tiên năm 1961.